# 丁居信
丁居信（？—？），字南屏，号确庵，江南儀徵（今江蘇）人，清朝官員。
丁居信為乾隆七年（1733年）壬戌科二甲第二十八名進士。乾隆二十年九月（1755年10月）任臺灣府鳳山縣知縣。